# Sinodelphys
Sinodelphys — це вимерлий евтерій з ранньої крейди, вік якого оцінюється в 125 мільйонів років. Він був виявлений і описаний у 2003 році в породах формації Ісянь у провінції Ляонін, Китай, групою вчених, у тому числі Чже-Сі Луо та Джоном Віблом.
Sinodelphys szalayi виріс лише на 15 см в довжину і, можливо, важив близько 30 г. Його скам'янілий скелет оточений відбитками хутра та м'яких тканин завдяки винятковому осаду, який зберігає такі деталі. Луо та ін. (2003) на підставі будови ніг Sinodelphys зробили висновок, що це був сканзоріальний мешканець дерев, як і його несумчастий сучасник Eomaia та сучасні опосуми, такі як Didelphis. Синодельфи, ймовірно, полювали на хробаків і комах. Більшість мезозойських метатерій знайдено в Північній Америці та Азії. Більшість з них жили в період пізньої крейди між 90 і 66 мільйонами років тому.
Sinodelphys szalayi, який мешкав у Китаї близько 125 мільйонів років тому, спочатку вважався найдавнішим метатерієм. Це робить його майже сучасником евтеріанського Acristatherium, який був знайдений у тому ж районі. Однак Bi et al. (2018) переосмислив Sinodelphys як раннього члена Eutheria.
|  | Sinodelphys szalayi    |
|  |                        |
|  | кайнозойські метатерії |
|  |                        |

|  | Juramaia sinensis |
|  | |
|  | Montanalestes keeblerorum |
|  | |
|  | \| \| Murtoilestes abramovi \| \| \| \| \| \| Acristatherium yanensis \| \| \| \| \| \| Prokennalestes trofimovi \| \| \| \| |
|  | |
|  | кайнозойські плацентарні |
|  | |
|  | Murtoilestes abramovi |
|  | |
|  | Acristatherium yanensis |
|  | |
|  | Prokennalestes trofimovi |
|  | |

|  | Murtoilestes abramovi    |
|  |                          |
|  | Acristatherium yanensis  |
|  |                          |
|  | Prokennalestes trofimovi |
|  |                          |

|  | Sinodelphys szalayi    |
|  |                        |
|  | кайнозойські метатерії |
|  |                        |

|  | Juramaia sinensis |
|  | |
|  | Montanalestes keeblerorum |
|  | |
|  | \| \| Murtoilestes abramovi \| \| \| \| \| \| Acristatherium yanensis \| \| \| \| \| \| Prokennalestes trofimovi \| \| \| \| |
|  | |
|  | кайнозойські плацентарні |
|  | |
|  | Murtoilestes abramovi |
|  | |
|  | Acristatherium yanensis |
|  | |
|  | Prokennalestes trofimovi |
|  | |

|  | Murtoilestes abramovi    |
|  |                          |
|  | Acristatherium yanensis  |
|  |                          |
|  | Prokennalestes trofimovi |
|  |                          |